# Fall to Grace
Fall to Grace é o segundo álbum de estúdio da cantora e compositora inglesa Paloma Faith. Foi lançado pela RCA Records no dia 28 de maio de 2012. Ela trabalhou no álbum com o produtor Nellee Hooper, quem trabalhou anteriormente com artistas como Madonna, Björk, Massive Attack, e Gwen Stefani. Fall to Grace introduz estilos atravessando por gêneros como pop, soul, soft rock e R&B. O álbum foi recebido positivamente pela maioria dos críticos. Uma edição de luxo do álbum foi lançada no mesmo dia, na qual contém versões acústicas de cinco canções do álbum.
O álbum contém o single chefe "Picking Up the Pieces", no qual foi lançado no dia 20 de Maio de 2012 e atingiu a 7 posição, se tornando o maior single de Paloma nos charts até "Only Love Can Hurt Like This" atingindo a 6 posição. Fall to Grace chegou a 2 posição no Reino Unido e recebeu  certificação de Platina Dupla pela British Phonographic Industry depois de vender mais de 600.000 cópias. Quatro outros singles foram lançados do álbum, "30 Minute Love Affair", "Never Tear Us Apart", "Just Be" e "Black & Blue". Paloma embarcou na sua segunda turnê no início de 2013 para promover o álbum.

## Conceito
Paloma disse que o álbum conteria mais "agonia e sofrimento" do que seu primeiro álbum e esperava que seria feito com um produtor para uma mais "peça de trabalho sólida". Ela explicou: "Eu amo o lado bonito das coisas tão como Tom Waitsy, Rufus Wainwrighty, Ed Harcourt tipo de coisa, e em contraste eu gosto de toda a produção OutKast, Gnarls Barkley e 'Beggin' e todo esse tipo de som. Contemporâneo mas com um aceno ao passado. Mas você nunca sabe. Você pode apenas encontrar alguém e algo mais faria sentido".
Paloma explicou o título do álbum, dizendo: "Eu levei a frase "fall to grace", o que geralmente é quando as pessoas vêm de algo bom e estragram tudo. Eu decidi que a minha vida era o oposto. Portanto, é uma mensagem positiva sobre tornar algumas situações difíceis em algo melhor, mais feliz e mais pacífico. Minha experiência em transformar a tragédia em esperança".

## Faixas
| N.º            | Título                  | Compositor(es)                         | Duração |  |
| 1.             | "Picking Up the Pieces" | Paloma Faith, Wayne Hector, Tim Powell | 4:04    |  |
| 2.             | "30 Minute Love Affair" | Faith, Chris Braide                    | 3:19    |  |
| 3.             | "Black & Blue"          | Faith, Eg White                        | 4:02    |  |
| 4.             | "Just Be"               | Faith, Greg Wells, Matt Hales          | 4:37    |  |
| 5.             | "Let Me Down Easy"      | Wrecia Holloway                        | 2:47    |  |
| 6.             | "Blood, Sweat & Tears"  | Faith, Toby Gad                        | 4:18    |  |
| 7.             | "Beauty of the End"     | Faith, White                           | 3:22    |  |
| 8.             | "When You're Gone"      | Faith, Dan Wilson                      | 4:15    |  |
| 9.             | "Agony"                 | Faith, Paddy Byrne, Blair MacKichan    | 3:11    |  |
| 10.            | "Let Your Love Walk In" | Faith, Ed Harcourt                     | 4:23    |  |
| 11.            | "Freedom"               | Faith, Sam Dixon, Al Shux              | 3:20    |  |
| 12.            | "Streets of Glory"      | Faith, Hector, Steve Robson            | 3:19    |  |
| Duração total: | Duração total:          | Duração total:                         | 44:57   |  |

| Relançamento faixa bônus |                       |         |  |
| N.º                      | Título                | Duração |  |
| 13.                      | "Never Tear Us Apart" | 3:05    |  |

| Edição de luxo (Disco 2) |                                            |         |  |
| N.º                      | Título                                     | Duração |  |
| 1.                       | "Picking Up the Pieces" (Acoustic Version) | 3:47    |  |
| 2.                       | "30 Minute Love Affair" (Acoustic Version) | 3:48    |  |
| 3.                       | "Black & Blue" (Acoustic Version)          | 4:03    |  |
| 4.                       | "Just Be" (Acoustic Version)               | 4:50    |  |
| 5.                       | "Agony" (Acoustic Version)                 | 3:11    |  |

| iTunes vídeo bônus |                                            |         |  |
| N.º                | Título                                     | Duração |  |
| 1.                 | "Picking Up the Pieces" (Acoustic Version) | 4:05    |  |
| 2.                 | "Black & Blue" (Acoustic Version)          | 4:02    |  |

## Histórico de lançamento
| País           | Data                                 | Formato              |
| -------------- | ------------------------------------ | -------------------- |
| Reino Unido    | 28 de maio de 2012                   | CD, Download digital |
| Austrália      | 1 de junho de 2012                   | CD, Download digital |
| Nova Zelândia  | 11 de junho de 2012                  | CD, Download digital |
| Reino Unido    | 22 de outubro de 2012 (Relançamento) | CD, Download digital |
| Estados Unidos | 4 de dezembro de 2012                | CD, Download digital |